# 勇氣100%
《勇氣100%》（日语：／ Yūki Hyaku Pāsento），是日本男子偶像團體光GENJI的第21張單曲。1993年5月13日發行。
是1993年NHK開始播放的電視動畫《忍者亂太郎》的主題曲，此後這首歌被多個傑尼斯後輩團體翻唱，並且長期作為《忍者亂太郎》的主題曲。

## 收錄曲目
全作詞：松井五郎；全作曲、編曲：馬飼野康二
1. 勇氣100%（勇気100%）
  - 電視動畫《忍者亂太郎》片頭曲。
2. 帶著微笑（微笑みをあずけて）
  - 電視動畫《忍者亂太郎》插曲。
3. 勇氣100%（Minus Lead Vocal Karaoke）
4. 帶著微笑（Minus Lead Vocal Karaoke）

## NYC單曲
《勇氣100%》亦為日本男子偶像團體NYC的出道單曲。於2010年4月7日發行。

### NYC版本收錄曲目
1. 勇氣100%（勇気100%）
  - 作詞：松井五郎、作曲・編曲：馬飼野康二
  - 電視動畫《忍者亂太郎》片頭曲，翻唱光GENJI同名歌曲。
2. 夢想的種子（ゆめのタネ）
  - 作詞：石川絵理、作曲：馬飼野康二、編曲：石塚知生
  - 電視動畫《忍者亂太郎》片尾曲。
3. 勇氣100%（Original Karaoke）
4. 夢想的種子（Original Karaoke）

## 翻唱
光GENJI的七人版本被使用一年之後，光GENJI改為組成「光GENJI SUPER5」，這首歌也重新被演繹為五人版本。之後傑尼斯事務所的多個後輩組合——如Ya-Ya-yah、Hey! Say! JUMP、NYC、Sexy Zone等也曾經翻唱過這首歌。
下面列出《勇氣100%》的歷代版本、演唱者和作為動畫主題曲的使用時間：
| 版本   | 演唱者         | 歌曲         | 動畫使用時期                |
| ------ | -------------- | ------------ | --------------------------- |
| 第一代 | 光GENJI        | 《勇氣100%》 | 1993年4月10日—1994年3月19日 |
| 第二代 | 光GENJI SUPER5 | 《勇氣100%》 | 1994年10月3日—2001年7月20日 |
| 第三代 | Ya-Ya-yah      | 《勇氣100%》 | 2002年4月1日—2008年3月29日  |
| 第四代 | Hey! Say! JUMP | 《勇氣100%》 | 2009年3月30日—2009年7月31日 |
| 第五代 | NYC            | 《勇氣100%》 | 2010年3月29日—2012年4月10日 |
| 第六代 | Sexy Zone      | 《勇氣100%》 | 2012年4月11日—2016年1月3日  |
| 第七代 | Junior boys    | 《勇氣100%》 | 2016年4月4日至今            |

此外《勇氣100%》亦被改編為粵語版本，由吳奇隆演唱，歌名為《在我愛的天空下擁抱你》，陳少琪填詞，收錄於《愛出個未來》專輯中。
1. ↑  NHK《MUSIC JAPAN》 2010年4月4日